# Centre interarmées d'essais d'engins spéciaux
 (juillet 2023).
Si vous disposez d'ouvrages ou d'articles de référence ou si vous connaissez des sites web de qualité traitant du thème abordé ici, merci de compléter l'article en donnant les références utiles à sa vérifiabilité et en les liant à la section « Notes et références ».
Le Centre d'essais d'engins spéciaux (CEES) fut créé pour l'Armée de terre française par décret ministériel du 24 avril 1947 à Colomb-Béchar  pendant la période française en Algérie. 
En 1948, il devient le Centre interarmées d'essais d'engins spéciaux (CIEES) en accueillant désormais l'Armée de l'air.

## Origines
Le 12 juin 1945, le ministère de la Guerre (Armée de terre) prend en charge les études de projectiles autopropulsés. Le 13 août 1945, la Direction des études et fabrications d'armement (DEFA) propose à l'état-major la création d'un Centre d'études de la fusée afin de poursuivre les études et recherches de reconstitutions des fusées mises au point par l'équipe allemande de Wernher von Braun durant la Seconde Guerre mondiale. En novembre 1946, une mission vient à Colomb-Béchar pour étudier les possibilités du site.

## CIEES de Colomb-Béchar B0 et B1 (1947-1967)
Le rôle premier de ce centre fut le développement des missiles balistiques pour la force de dissuasion nucléaire française.
Deux sites d'expérimentation furent gréés : B0 le premier bloc pour l'essai des missiles, B1 pour les plus grandes fusées, disponible à partir de décembre 1949.
| Code | Symbole     | Coordonnées géographiques   | Type de lanceur             |
| ---- | ----------- | --------------------------- | --------------------------- |
| B0   | CB          | 31° 05′ 58″ N, 2° 50′ 09″ O | Monica                      |
| B1   | Bou Hammadi | 31° 41′ 34″ N, 2° 15′ 20″ O | Centaure, Dragon, Véronique |

Divers missiles et drones dont l'engin cible ARSAERO CT 10 sont testés sur ce site, de même que la première fusée-sonde Véronique à partir de 1954.

### Listes des directeurs du CIEES - commandants de la base militaire de Colomb-Béchar
Le directeur du CIEES est nommé par le ministre des Armées et a été, depuis la création du Centre, choisi parmi les officiers supérieurs ou généraux de l'Armée de l’Air. Il est également commandant de la Base aérienne de Colomb-Béchar et commandant des sites militaires au Sahara. Le directeur adjoint appartient obligatoirement à une armée différente de celle du Directeur.
- 1947 :
- septembre 1957 - février 1962 : Général de brigade aérienne Robert Aubinière
- février 1962 - juillet 1967[2] : Général de division aérienne Yves Hautière

## CIEES d'Hammaguir B2 (1948-1967)
Les deux sites de tirs n'étaient pas suffisants pour lancer de plus grands missiles. En 1952, il fut décidé de créer un autre complexe ou polygone nommé B2 Hammaguir (contraction de Hamada du Guir) situé à 120 kilomètres au sud-ouest de Colomb-Béchar.

### Listes des commandants de la base militaire d'Hammaguir
- 1948 :
- juin 1962 - juin 1963 : Capitaine Philippe Jullien
- 1965-1966 : Colonel Bodel

## Accords d'Évian (1962)
Les accords d'Évian contenaient des clauses annexes, dites « secrètes », autorisant le maintien d'une présence française dans certains sites militaires pendant quelques années après l'indépendance. 
La base de lancement de fusées de Colomb-Béchar, site stratégique, en faisait partie, de même que les sites d'essais nucléaires. Elle fut laissée à disposition des autorités françaises cinq années supplémentaires pour pouvoir poursuivre les essais en vol nécessaires à la mise au point des premiers missiles balistiques de la force de dissuasion et du lanceur spatial Diamant.
La base est évacuée en 1967 conformément aux accords d'Évian. Parallèlement, et grâce à ce délai, avaient été construits, pour prendre sa suite immédiate, sans interrompre ces programmes majeurs :
- le centre spatial guyanais (CSG) de Kourou (Guyane française), rattaché au CNES, situé au voisinage de l'équateur et donc idéalement placée pour les lancements spatiaux géostationnaires (effet de fronde lié à la rotation terrestre), centre qui est devenu aujourd'hui le port spatial de l'Europe et qui effectue les lancements d'Ariane 5, Soyouz et Vega ;
- le centre d'essais des Landes (CEL, maintenant « DGA EM - site Landes »), situé sur la côte Atlantique entre Biscarrosse et Mimizan (Landes), rattaché à la DGA, centre militaire situé en métropole et voué, notamment, aux essais en vol des missiles de la force de dissuasion. Quarante ans après, y ont été effectués les essais en vol du missile M51, mis en service en 2010. Les principaux moyens de mesure du CIEES furent rapatriés et installés au CEL (antenne de télémesure Cyclope de 16 mètres, radars de trajectographie Aquitaine, etc.) et sont encore en service aujourd'hui.